# ルビーにくちづけ
『ルビーにくちづけ』は、1999年4月から2009年10月まで文化放送をキー局として放送されていたラジオ番組。声優の関俊彦、森久保祥太郎がパーソナリティを務めていた。

## 概要
先輩「関さん」と後輩「祥太郎」が、「ルビー学園」の男子寮で起居を共にしているという設定で、リスナーは「寮生」と呼ばれる。当初のキャッチフレーズは「僕らの合言葉はボーイズラブ」だったものの、当初から最後まで、ミニドラマに若干BL的テイストが含まれる程度である。また、後期のキャッチフレーズは「僕らの合言葉はWe are ruby」となっている。「ルビー学園」の名称は、番組スポンサーである角川書店より発行されている「角川ルビー文庫」（BL小説を中心とするレーベル）に由来する。基本的には関と森久保のごく普通なトーク番組ではあったが、番組冒頭のミニドラマを含め、毎回番組後半では「視聴覚ルーム」というラジオドラマを流すコーナーがあり、リスナーにアンコール放送して欲しいドラマをリクエストしていたのが特徴である。コーナー名も学園を想像させる名前になっていた。
毎年8月末-9月頭頃に霊媒師の胡龍幸子（こりゅうさちこ）がパーソナリティの二人と「寮生」の相談に乗るのが恒例。番組改編期が訪れる度に「この番組は存続なるか」と両者がほのめかし、結局「続くそうです」の一言で終わらせるやりとりが定番となっていた。

## コーナー
- ルビーデータバンク
- リレードラマ「タイムスリッパ」
- 家庭科室
- 保健室
- 懺悔室
- 音楽室
- 視聴覚ルーム

## 放送時間
- 文化放送 毎週金曜日25:00 - 25:30
  - 1999年4月9日 - 2009年10月2日
- ラジオ関西 毎週土曜日26:00 - 26:30
  - 1999年4月10日 - 2009年10月3日
- UNIQue the RADIO（DRP東京9301ch）
  - 2007年3月14日 - 2007年8月29日
毎週水曜日 17:00 - 17:30（リピート放送：毎週木曜日 10:00 - 10:30）
- 超!A&G+（DRP東京9302ch）
  - 2007年9月5日 - 2008年4月2日
毎週水曜日 17:00 - 17:30（リピート放送：毎週木曜日 7:00 - 7:30）
  - 2008年4月9日 - 2009年4月1日
毎週水曜日 18:00 - 18:30（リピート放送：毎週木曜日 8:00 - 8:30）
  - 2009年4月8日 - 2009年10月6日
毎週水曜日 19:00 - 19:30（リピート放送：毎週木曜日 14:00 - 14:30）[1]

文化放送での2005年12月最後の放送では、エンディングでは「よいお年を」で締めくくられたが、同回はラジオ関西では2006年1月1日の午前2時からの放送のため、「新年明けましておめでとうございます」で始まる別収録したものを放送した。